# Estoy aquí
«Estoy aquí» es una canción interpretada por la cantante y compositora colombiana Shakira, incluida originalmente en su álbum debut, Pies descalzos (1995). La compañía discográfica Sony Music Colombia la publicó como su primer sencillo internacional en agosto de 1995. Con letra de la autoría de Shakira, su melodía fue compuesta por Luis Fernando Ochoa. La pista pertenece al género musical pop latino y discute acerca de corregir una relación fallida. Se lanzaron varias versiones de la canción, entre ellas diferentes remezclas y una versión en portugués, titulada «Estou aquí», que se incluyó en la edición brasileña de Pies descalzos y el primer álbum de remezclas de Shakira, The Remixes (1997).
Tras su lanzamiento, «Estoy aquí» recibió respuestas generalmente favorables de la crítica, que la reconocieron como una canción  destacada de Pies descalzos. Además, fue la primera grabación de Shakira en lograr entrar en diferentes listas musicales; alcanzó los números uno y dos en los conteos de Billboard Latin Pop Songs y Top Latin Songs, respectivamente. Su vídeo musical muestra a Shakira cantando el tema con su guitarra en diferentes espacios. «Estoy aquí» fue interpretada en varias de las giras de la cantante, incluyendo el Tour Pies Descalzos (1996-1997) y el Tour Fijación Oral (2006-2007).
El 30 de enero de 2025 se lanzó una nueva versión grabada por Shakira en colaboración con el DJ brasileño Papatinho titulada «Estoy Aquí (Remix)» como antesala a su gira internacional Las mujeres ya no lloran World Tour.

## Antecedentes y descripción
En 1990, Shakira, que tenía trece años de edad, firmó un contrato con Sony Music y lanzó su primer álbum de estudio,llamado Magia, al año siguiente, que consistía en gran medida de las canciones que ella había escrito desde que tenía ocho años de edad. Comercialmente, el álbum fue un fracaso comercial, pues solo vendió 1200 copias en Colombia, su país natal. Su siguiente álbum, Peligro, se publicó en 1993, y sufrió un fracaso similar. Tras esto, Shakira se tomó un descanso de dos años para completar su educación secundaria.
En 1996, Shakira lanzó su álbum Pies descalzos, el cual fue su primer álbum de estudio publicado los sellos Sony Music Latin y Columbia Records, como un intento para recomenzar su carrera. Shakira coescribió y coprodujo el álbum con el productor Luis Fernando Ochoa cada uno de los once temas en el disco, incluyendo «Estoy aquí». La canción está basada en la historia de un amigo de ella que había roto con su novia. Musicalmente, la pista está muy influenciada por elementos del pop latino, y hace uso de una prominente guitarra en su instrumentación. John Lannert de la revista Billboard la describió como una «canción estruendosa de rock acústico». Líricamente, habla de un deseo de modificar una relación fallida. De acuerdo con Carlos Quintana de About.com, «Estoy aquí» se define «por la sencillez de su letra y sonido». Se lanzó como el primer sencillo de Pies descalzos en 1995. Después ser reconocida por la versión original en español, «Estoy aquí» se regrabó en portugués como «Estou aqui» para el relanzamiento de Pies descalzos en Brasil y el primer álbum de remezclas de Shakira, The Remixes, publicado en 1997. «Estoy aquí» también se incluyó en la reedición de Pies descalzos, titulada Colección de oro, y en el álbum recopilatorio de Shakira Grandes éxitos en 2002. Existe también una versión en inglés, filtrada en 2011, titulada "I Am Here"  pero por razones desconocidas no apareció en ningún CD. No obstante se sabe que Shakira grabó un video para esta versión del que solo se conoce su versión en español apodada "European Mix" o "Versión Europea".

## Recepción

### Crítica

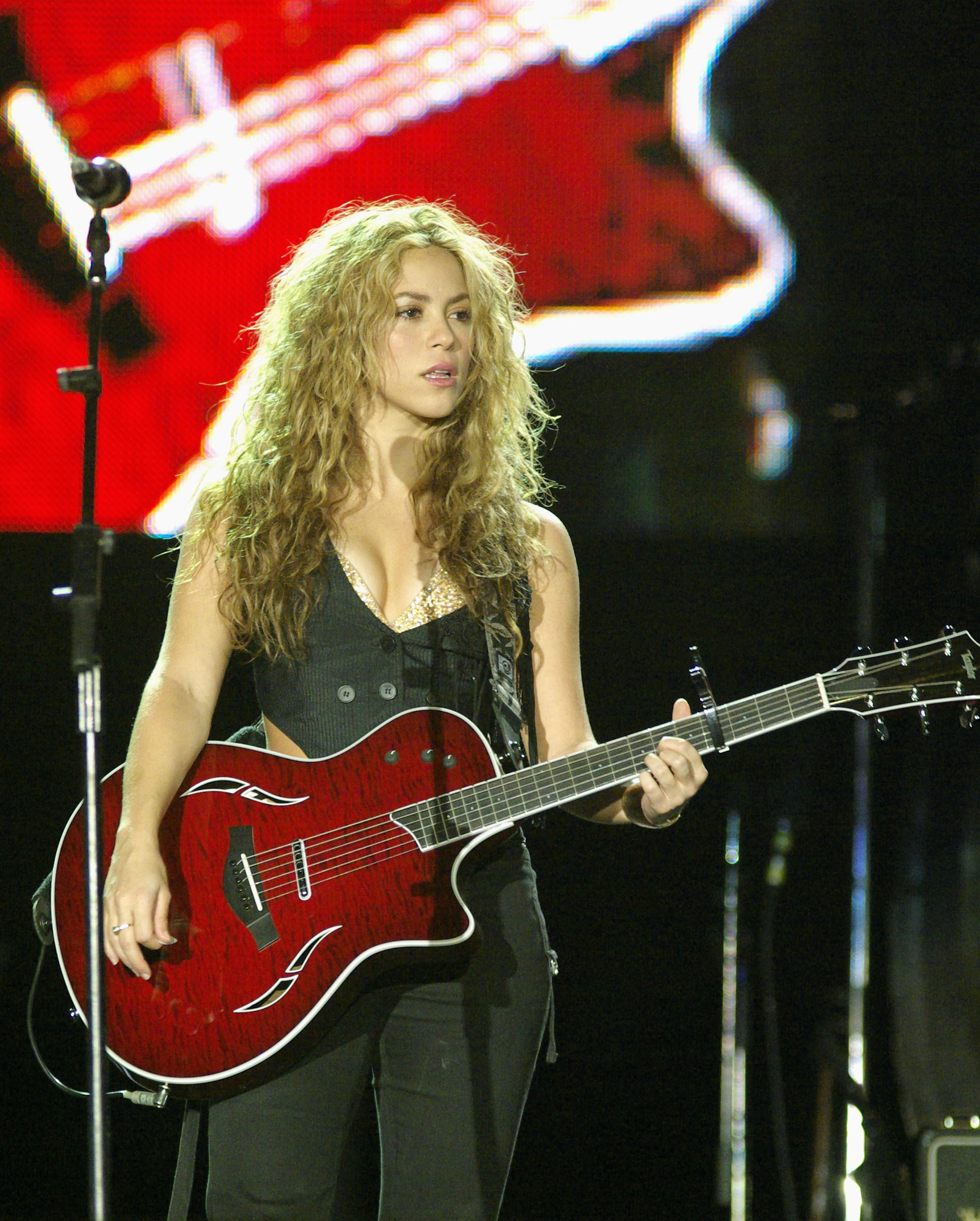
Shakira durante un concierto de Rock in Rio en 2008.

Tras su lanzamiento, «Estoy aquí» recibió una respuesta generalmente favorable por parte de los críticos contemporáneos, quienes la reconocieron como una pista destacada de Pies descalzos. Carlos Quintana de About.com elogió a la pista por estar «llena de un vibrante sabor de baile», y la seleccionó como una de sus canciones favoritas de Shakira. Del mismo modo, José F. Promis de Allmusic la alabó por servir como un tema de apertura «pegadizo y melódico», además la calificó como una de las pistas destacadas del álbum, junto a «Antología», «¿Dónde estás corazón?» y «Un poco de amor». Por otro lado, John Lannert, columnista de Billboard, dijo que la canción «encabeza un desfile con miras al éxito». Finalmente, Mariana Enríquez del diario argentino Página/12 declaró que «"Estoy aquí" fue el hit en su momento, algo molesto» y alabó la dicción que Shakira utilizó en la canción. Estuvo nominada en la categoría canción pop del año en los Premios Lo Nuestro de 1997, pero perdió ante la canción «Experiencia religiosa» de Enrique Iglesias.

### Comercial
«Estoy aquí» también se convirtió en la primera canción de Shakira en lograr el logro comercial. En Latinoamérica, aunque al principio Sony Music no tenía planeado ponerla a la venta fuera de Colombia, triunfó en varias radios en Venezuela, México, Ecuador y Chile. En Estados Unidos, también sonó en varias estaciones de radio, y se convirtió en un «éxito ardiente». Jesús Salas, director de programación de la estación WXDJ-FM, la incluyó en su segmento Batalla de música nueva en mayo de 1996, lo que hizo que entrara en las listas de música latina del país. Además afirmó que a la gente le gustó porque «se sentían identificados con la canción». «Estoy aquí» estuvo en el número uno en la lista Latin Pop Songs durante cuatro semanas consecutivas. También alcanzó el número dos en el conteo Top Latin Songs y  llegó al número cuatro en el Tropical Songs, ambas de Billboard. Esto ayudó al álbum a un gran avance, ya que obtuvo certificaciones de platino en Brasil y Estados Unidos; además, Pies descalzos recibió el premio prisma de diamante en Colombia.

## Vídeo musical
El cineasta colombiano Simón Brand filmó el vídeo musical oficial de «Estoy aquí» en 1995. En él, se muestra a Shakira interpretando la canción con una guitarra en diferentes estaciones y espacios, entre los que se destaca un granero en verano y un porche en invierno. El vídeo recibió una respuesta favorable de su discográfica, Sony Music. Debido a esto, sus ejecutivos decidieron darle más promoción a Pies descalzos si vendía más de 50 000 copias. John Lannert de Billboard comentó de forma positiva que su voz y su apariencia «saltaban a la vista». En Colombia, recibió una mención como vídeo del año en los premios de la Asociación Colombiana de Periodistas del Espectáculo (ACPE). Después del éxito del sencillo en América Latina y España, Shakira filmó un segundo vídeo musical para la canción, esta versión fue promocionada como "Estoy Aquí (European Mix)" en los países europeos, y fue dirigido por el fotógrafo y realizador francés Christophe Gstalder, en esta versión del vídeo se ve a Shakira tocando la guitarra y bailando, y posando seductoramente detrás de un acuario para finalmente prender fuego a su guitarra.

## Presentaciones

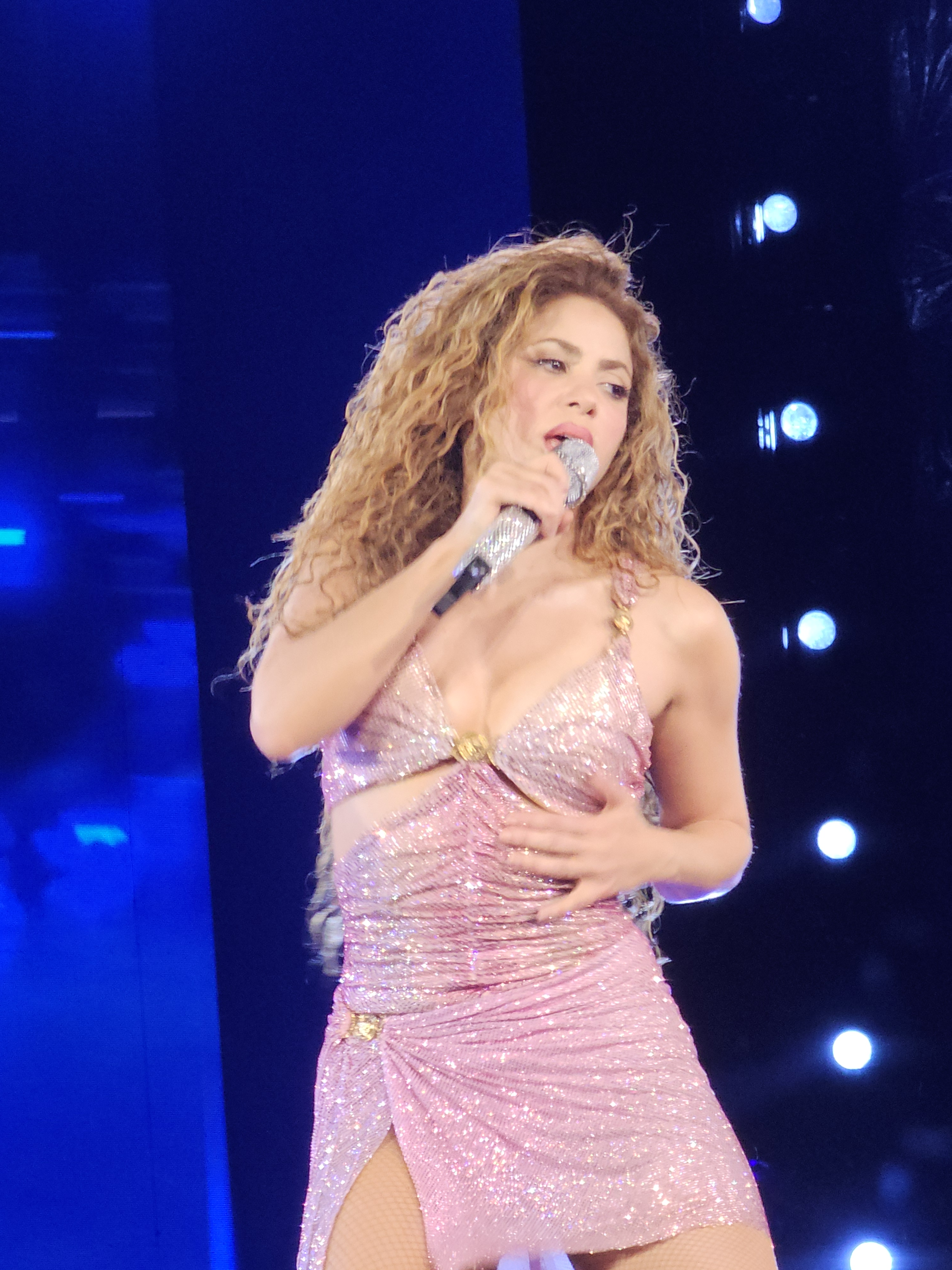
Shakira interpretando "Estoy aquí" durante su gira Las mujeres ya no lloran World Tour.

«Estoy aquí» ha sido una de las canciones más interpretadas por Shakira durante su carrera. La cantante presentó el tema en una entrevista con Darío Arizmendi en el programa Cara a cara en septiembre de 1996. Se incluyó en el repertorio de su primera gira internacional Tour Pies Descalzos (1996-97) en promoción de su álbum debut del mismo nombre. Según un editor de El Tiempo, Shakira se lució «con una energía espectacular». En 1999, MTV invitó a Shakira a realizar un concierto acústico, en donde cantó una nueva versión de «Estoy aquí». La presentación figuró en el álbum en directo MTV Unplugged (2000). También la interpretó durante su segunda gira internacional Tour Anfibio (2000), en apoyo de su álbum ¿Dónde están los ladrones? (1998). Tras ser reconocida mundialmente, la cantante se embarcó en el Tour de la Mangosta (2002-2003), en donde «Estoy aquí» formaba parte del repertorio. La presentación se incluyó en el DVD de la gira, En vivo y en privado (2004). En 2006, sirvió como tema de apertura durante el Tour Fijación Oral, su gira más larga; además apareció en el álbum en vivo y DVD del mismo nombre en 2007. Durante su más reciente gira, Sale El Sol World Tour , la canción no fue incluida en el repertorio, lo que provocó cierta inquietud entre sus fanes, quienes incluso llegaron a interrumpir una interpretación de la colombiana vitoreando "Estoy Aquí" repetidamente, como protesta. Por eso, la cantante la interpretó por única vez en el tour, como detalle especial durante su presentación en el Rock in Rio IV, en reemplazo de «Why Wait» el 30 de septiembre de 2011. En la entrega de los Premios Grammy Latinos del año 2011, el cantautor mexicano Aleks Syntek versionó «Estoy aquí» como parte del homenaje que le rindieron a Shakira como la personaje del año. Para su gira Las mujeres ya no lloran World Tour de 2025 la incluyó la canción para el inicio del show.

## Formatos y lista de canciones
| Disco compacto |                              |          |  |
| N.º            | Título                       | Duración |  |
| 1.             | «Estoy aquí» (Lado A)        | 3:55     |  |
| 2.             | «Te espero sentada» (Lado B) | 3:27     |  |

| 12" vinilo |                                            |          |  |
| N.º        | Título                                     | Duración |  |
| 1.         | «Estoy aquí» (The Love & House Mix)        | 8:30     |  |
| 2.         | «Estoy aquí» (The Love & House Radio Edit) | 5:23     |  |
| 3.         | «Estoy aquí» (Extended Club Mix)           | 9:32     |  |
| 4.         | «Estoy aquí» (The Radio Edit)              | 4:48     |  |
| 5.         | «Estoy aquí» (Meme's Timbalero Dub)        | 6:06     |  |
| 6.         | «Estoy aquí» (The Love & Tears Mix)        | 5:05     |  |

| Descarga digital (relanzamiento en 2005) |                                |          |  |
| N.º                                      | Título                         | Duración |  |
| 1.                                       | «Estoy aquí» (versión estéreo) | 3:52     |  |

| Descarga digital (2025) |                                      |          |  |
| N.º                     | Título                               | Duración |  |
| 1.                      | «Estoy aquí (Remix)» (con Papatinho) | 2:39     |  |

## Listas
| País (Lista)                     | Mejor posición |
| -------------------------------- | -------------- |
| Argentina                        | 2              |
| Bolivia                          | 1              |
| Estados Unidos (Latin Pop Songs) | 1              |
| Estados Unidos (Top Latin Songs) | 2              |
| Estados Unidos (Tropical Songs)  | 4              |

| País (Lista) (1996)              | Posición |
| -------------------------------- | -------- |
| Estados Unidos (Top Latin Songs) | 32       |

## Sucesión en listas
| Predecesor: «Amor» de Cristian Castro | Estados Unidos (Latin Pop Songs) Sencillo Nro 1 13 de abril de 1996 — 4 de mayo de 1996 (4 semanas) | Sucesor: «De repente» de Soraya |

## Créditos
- Compositores y guitarras: Shakira, Luis Fernando Ochoa
- Portada: Patricia Bonilla
- Percusión: Armando Marcal
- Piano: Hiroshi Mizutani
- Producción: Luis Fernando Ochoa
- Mezcla, teclados y batería: Marcello «Memê» Mansur

Créditos adaptados a partir de las notas de  Pies descalzos y del lanzamiento en disco compacto de «Estoy aquí».